# آشانتي (مغنية)
ولدت المغنية الأمريكية "آشانتي شيكويا دوجلاس" Ashanti Shequoiya Douglas" في 13 أكتوبر 1980. وبجانب عملها كمغنية، فهي تعمل أيضا ككاتبة أغاني، منتجة تسجيلات فنية، ممثلة، راقصة، وعارضة Model, حيث بدأت رحلتها للشهرة مع بداية القرن الحادي والعشرين.
ذاع صيت آشانتي مع ألبومها الأول الذي حمل اسمها «آشانتي», وحاز على جائزة الجرامي. واحتوى الألبوم على أغنية «أحمق» Foolish التي لاقت نجاحا هائلا، كما باع الألبوم أكثر من 503,000 نسخة في الأسبوع الأول فقط من إصداره بالولايات المتحدة الأمريكية في أبريل 2002.
حقق الألبوم رقما قياسيا في المبيعات، كأكثر ألبوم مبيعا في أسبوع إصداره الأول ولمطربة تطل لأول مرة على الجمهور، متغلبا على الأرقام القياسية التي حققتها مغنيات مثل أليشا كيز ولورين هيل. وفي نفس الأسبوع الأول من إطلاق الألبوم، أصبحت «آشانتي» أول مطربة تحتل أعلى مرتبتين في قائمة «بيل-بورد» Billboard لأفضل 100 أغنية، عبر أغنيتيها «أحمق» Follish و«ما هو الحب» What's Luv (غنتها مع فات جو Fat Joe). وحطمت «آشانتي» الأرقام القياسية مرة أخرى عندما احتلت أغانيها الثلاث «أحمق» و«ما هو الحب» و«دائمًا في الموعد» Always on Time (غنتها مع جا رول Ja Rule) مراتب في أفضل عشرة أغاني بقائمة بيل-بورد، وتم ذلك في الأسبوع الأول من إطلاق الألبوم. مما يجعلها أول مطربة تحقق مثل هذا الإنجاز الذي لم يحققه سوى فريق البيتلز Beatles من قبل. وفي العام 2007, باعت ألبومات «آشانتي» أكثر من 15 مليون نسخة حول العالم.
ومع نهاية العقد الأول من القرن الحادي والعشرين (2000-2009), أصبحت «آشانتي» رابع أفضل مغنية ار ان بي بعد «أليشيا كيز» و«بيونسيه نولز» و«إنديجو جريجوري».
قامت آشانتي بالغناء خلف جينيفر لوبيز في أغنتيها «أنا حقيقي» (I'm Real- Murder Remix), كما كتبت وغنت خلف جينيفر لوبيز أيضا في أغنيتها «أليس مضحكا» (توزيع ميردر) (Ain't It Funny- Murder Rالموعد -مع جا رول", "ما هو الحب-مع فات جو«تحتل مراتب بنفس القوائم. وفي وقت لاحق بذلك العام، سميت «آشانتي» بـ» أميرة موسيقى الهيبا «آشانتي», كما توج نجاحها الأول بثمان جوائز من بيلبورد وجائزتين من جوائز الموسيقى الأمريكية American Music Awards.
وفي خلال 7 سنوات من عمر آشانتي الفني، سجلت 15 أغنية احتلت أماكن في مرتبة أفضل 40 أغنية بقوائم أفضل 100 أغنية.
وظهرت آشانتي كواجهة إعلانية للعديد من المنتجات ذائعة الصيت مثل منتجات «جاب Gap», «هيربل اسينسيز Herbal Essences» و«مود جينز Mudd Jeans».
وقد ذكرت آشانتي أنها تأثرت موسيقيا بفنانين وموسيقيين مثل «ماري جي بلايج», «إيلا فيتزجيرالد», «يولاندا آدامز», «الأخوات كلارك», و«فريق بلو-ماجيك». وتكتب «آشانتي» معظم أغانيها أو تشارك في كتابتها. ويشيد زملائها بمستوى كتابتها وكذلك النقاذ الذين يعتبرونها كاتبة أغاني موهوبة. وحاليا تعمل على إنشاء شركتها الخاصة للنشر التي تحمل اسم «الترفيه المكتوب» Written Entertainment.
أصدرت آشانتي ألبومها الرابع -المسجل في ستوديو- في 3 يونيو 2008 تحت عنوان «الإعلان» The Declaration, وحاليا هي مشغولة في الستوديو بالعمل في ألبومها الجديد رقم خمسة.
حتى الآن، باعت آشانتي أكثر من 23 مليون ألبوم حول العالم، كما أعلن في أحد برامج شبكة TMF. كذلك فقد شاركت في الغناء بالأغنية الجماعية «فقط انهض» Just Stand Up مع 14 مغنية شاركن في العرض التلفزيوني الخاص الذي حمل اسم «انهض لمكافحة السرطان», والذي ساعد في جمع 100 مليون دولار تذهب لأبحاث السرطان.

## السيرة الذاتية

### نشأتها المبكرة
ولدت آشانتي في حي جلين-كوف بولاية نيويورك بالولايات المتحدة الأمريكية، وهي أمريكية من أصل أفريقي. وقد ورثت آشانتي شغفها للموسيقى من والدتها تينا دوجلاس والتي عملت سابقا كمدرسة للرقص، كذلك من أبيها كين-كيد توماس دوجلاس والذي عمل سابقا كمغني. ولها اخت صغرى تسمى كيناشيا.عمها، فوفو لاندفور، شغل منصب عمدة آتلانتيك سيتي بولاية نيو جيرزي.
وقد قامت والدة آشانتي بتسميتها بهذا الاسم تيمنا بإمبراطورية «آشانتي» في التي وجدت يوما في «غانا». في تلك الإمبراطورية تمتعت النساء بالقوة والنفوذ، وذلك ما تمنته الأم لابنتها.جدها، جيمس، كان ناشطا في مجال الحقوق المدنية، وساعد السيد مارتن لوثر كينج خلال فترة الستينيات.
وعندما كبرت آشانتي، بدأت في تلقى دروس الرقص كما انضمت لجوقة الكنيسة.
ذهبت آشانتي لمركز بيرنيس جونسون للفنون الثقافية، حيث درست أنماط الرقص المختلفة، بما في ذلك النقر، الجاز، الباليه، الرقص الأفريقي، الرقص الحديث والهيب هوب.
رقصت مع فرقة برو (للكبار) بأماكن مختلفة مثل قاعة كارنيجي، مسرح أبولو، أكاديمية بروكلين للموسيقى، قاعة آفري فيشر ومسرح الطيف الأسود.
كما قامت بالأداء أيضا في حفل الجوائز الكاريبية، ورقصت مع جوديث جاميسون من شركة آلفين آيلي للرقص.
وبقيادة الممثلة ومصممة الرقصات ديبي آلين، قامت آشانتي بالآداء في فيلم ديزني التلفزيوني «بولي» Polly, بجانب نجوم كبار مثل كيشيا نايت بوليام وفيليشيا رشاد.
غنت آشانتي في الجوقة الكنسية عندما كانت في السادسة من عمرها، واكتشفت والدتها موهبتها الكبيرة عندما سمعت ابنتها تغني لنفسها أغنية «الذكريات» لماري بلايج وهي بعمر الثانية عشرة. وبحلول الوقت التي وصلت فيه آشانتي لسن البلوغ، قامت والدتها بتسجيل أشرطة تجريبية تحوي أغاني ورقصات لابنتها، وأرسلتها للمؤسسات والشركات الفنية المختلفة.لم تكن الأسرة لتستطيع تحمل نفقات تسجيل الشرائط التجريبية باستوديو محترف، لذلك عندما بدأت الشركات الاتصال بآشانتي، كان عليها الذهاب إليهم والغناء أمام المديرين التنفيذيين لكل شركة. وأثناء ارتياد المدرسة الثانوية، بدأت آشانتي في كتابة الأغاني. وفي سن المراهقة، قامت آشانتي بالغناء مع فرقة محلية للمواهب في عدة أماكن منها مقهى سول، نادي شينا، حديقة ساحة ماديسون، نادي كارولينا الكوميدي وفي المهرجان اليوناني لعام 2000.
وقامت بغناء أغنية «أكثر من مجرد لحن» للمغنية يولاندا آدامز في أول أداء رئيسي لها.
كما ظهرت في عدد كبير من الأغنيات المصورة لكبار الفنانين، بجانب قيامها بأعمال راقصة أخرى.

### حياتها الشخصية
بدءاً من العام 2003 لوحظ ارتباط آشانتي بعلاقة عاطفية مع مغنى الراب نيللي.

### حياتها المهنية المبكرة
قامت شركة P.Diddy's Bad Boy باكتشاف آشانتي عندما كانت في الرابعة عشرة من العمر.في البداية، ذهبت إلى شركة باد بوي للتسجيلات وقامت بغناء إحدى أغاني ماري بلايج أمام بي-ديدي وبيجي سمولز.
وبعدما أعجب بي-ديدي بقدراتها الغنائية، قام بالتقاط زجاجة وأخبرها أنها زجاجة عطر جديدة تخصه، وقال أن العطر يعجبه جدا.
وبعد أن قامت آشانتي بشم الرائجة، صاحت فورا: «أوه، إن رائحته كريهة للغاية»«إنني أكرهها»«إنني أكرهها» ولكن في النهاية، وبسبب سوء بنود العقد، لم توقع آشانتي مع ديدي. وانما قامت بالتوقيع في نهاية المطاف لصاحب شركة جيف للتسجيلات عام 1994.
وسرعان ما ساءت العلاقة مع جيف عندما حاول جعل آشانتي مغنية بوب.
وفي أوقات لاحقة، قامت آشانتي بالمشاركة في الأعمال المدرسية، فريق التشجيع، كما قامت بممارسة الجري مع الفريق المدرسي.كانت تلميذة متميزة في مادة اللغة الإنجليزية، وانضمت لنادي اللغة الإنجليزية حيث بدأت تكتب الشعر منذ ذلك الحين.كما شاركت أيضا في نادي الدراما، وقامت بالأداء في عدد صغير من المسرحيات. بدأت بالفعل في التفكير بمستقبلها الجامعي وبدأت في البحث عن الجامعة المناسبة، لكنها توقفت عن ذلك عندما قامت شركة ابيك للتسجيلات بعرض التعاقد معها عام 1998.
لكن إدارة الشركة تغير أفرادها بسرعة وأبدوا اهتماما أقل بآشانتي.
ثم واصلت الغناء في أندية محلية بنيو يورك، ثم بدأت الذهاب لستوديو مردر للتسجيلات، على أمل أن تجد حظا أفضل وفرصة أخرى كبيرة.

### شركة ميردر
لوحظت آشانتي في بداية الأمر عبر ايرف جوتي Irv Gotti الذي جذبته مهاراتها الصوتية.في البداية طلبت منه آشانتي أن ينتج لها بعض الأغاني التجريبية، يمكنها أن تضعها بتسجيلها الخاص، لتتمكن بعد ذلك من أن تقول للجميع أن المنتج الكبير -ايرف جوتي- أنتج لها بعض الأغنيات المميزة، لكن جوتي كانت له أفكار مختلفة.فقد طلب منها أن تتعرف على مغنيي الراب الذين يعملون لصالحه، ثم تغني معهم دويتوهات كل واحد على حدة.
لقد كانت آشانتي الصوت الموسيقي الذي يريدونه.
وظهرت آشانتي للمرة الأولى كمغنية في الخلفية وراء مطرب الراب بيج-بون Big Pun في أغنيته «كيف نتدحرج» How We Roll.في السنة نفسها، غنت آشانتي مع زميلها بنفس الشركة كاديلاك تاه، بأغنيتيه المفردتين Singles «ترنيمة مدينة بوف» و«تماما مثل السفاح».كما ظهرت أيضا عام 2001 بعملها في الشريط الموسيقى لفيلم «السريع والغاضب» The Fast and The Furious, حيث شاركت في أغنية «أثبت حبي» لمادونا الذي قام فنان الهيب هوب «فيتا» بإعادة تقديمها، كما غنت منفردة في أغنية «عندما يخطئ الرجل».ظهرت تغني غناء خلفيا في أغنية «أنا حقيقية» - توزيع شركة ميردرد-، والتي كانت نتيجة تعاون بين جينفير لوبيز ورفيق عملها في شركة ميردر جا رول (كما ظهرت أيضا في الفيديو المصور لأغنية «أليس مضحكا؟»- توزيع ميردر، وهي الأغنية الثانية التي يتشارك فيها لوبيز ورول الغناء، وقد كتبت آشانتي كلمات الأغنية وغنت أيضا في الخلفية), كما غنت أيضا في أغنية فات جو «ما هو الحب؟». وأغنية جا رول «دائمًا في الموعد».
أغنية «ما هو الحب؟» وأغنية «دائمًا في الموعد» تم إصدارهما في وقت واحد، وقابلهما ترحاب جماهيري واسع، مما جعل الأغنيتين من أفضل أغنيات عام 2002.هنا أصبحت آشانتي أول امرأة تشغل المرتبة الأولى والثانية في قائمة بيل-بورد لأفضل مئة أغنية بالولايات المتحدة الأمريكية.
عندما كانتا الأغنيتين «دائمًا في الموعد» و«ما هو الحب» رقم واحد واثنين على الترتيب.

### ألبومها الأول: آشانتي 2002
بعد نجاحها بالتعاون مع جا رول وفات جو، أصدرت آشانتي أغنيتها المفردة الأولى Single, تحت عنوان «أحمق» والتي احتوت جزءا من أغنية «ابق معي» التي غناها ديبراج عام 1983 (تم استخدام هذه الأغنية أيضا عن طريق The Notorious B.I.G في أغنيته المفردة «فرصة واحدة أخرى» عام 1995, وتم استخدامها أيضا عبر المغني بيج إل Big L في أغنيته "MVP").أغنية «أحمق» هي أفضل أغانيها حتى الآن، حيث ظلت لعشرة أسابيع متصدرة قائمة بيل-بورد لأفضل 100 أغنية. وأصبحت آشانتي ثاني فنانة (بعد البيتلز) تحتل أغانيها الثلاثة الأول مكانا في المراتب العشرة العليا بقائمة أفضل 100 أغنية، وفي وقت واحد.
ألبوم آشانتي والتي أطلقت عليه اسمها «آشانتي» تم إصداره في أبريل 2002 من خلال شركة ميردر المملوكة لإيرف جوتي.
تصدر الألبوم المرتبة الأولى في قائمة بيل-بورد لأفضل مئة ألبوم بالولايات المتحدة،
وظل في تلك المرتبة لمدة ثلاث أسابيع، وباع أكثر من نصف مليون نسخة (503,000) في الأسبوع الأول فقط من طرحه بالأسواق.في الولايات المتحدة اعتمد الألبوم كألبوم بلاتيني ثلاث مرات، وفي المملكة المتحدة اعتمد كألبوم بلاتيني (باع 300,000 نسخة), وباع أكثر من 5 ملايين نسخة في جميع أنحاء العالم.كتبت آشانتي جميع أغنيات الألبوم الإثنى عشرة، معظمهم قامت بكتابتها أثناء العمل في الاستوديو.
وقد شهد عام 2002 ميلاد نجاحات مهنية للعديد من فناني الـ R&B الذين بدأوا ينافسون آشانتي، منهم آميري، تويت، ماريو ونيفيا.
بعد «أحمق»، قامت آشانتي بإصدار أغنيتين فرديتين بعنوان «سعيد» و«حبيبي», لكن لم يصادفهما النجاح الذي قابل أغنية «أحمق», لكنهما نافسا في قوائم أفضل عشرة أغاني وأفضل عشرون أغنية على الترتيب داخل الولايات المتحدة. وخلال منتصف عام 2002, ظهرت آشانتي في أغنية جا رول «أسقط من أجلك» Down 4 U مع زميلتيها مطربتي الراب فيتا وتشارلي بالتيمور.ظهرت تلك الأغنية في ألبوم مجمع أصدرته شركة ميردر تحت عنوان «ايرف جوتي يقدم لكم ذي إنك».
حصدت آشانتي العديد من الجوائز من خلال ألبومها «آشانتي», منها 8 جوائز من جوائز بيل-بورد الموسيقية، جائزتان من جوائز الموسيقى الأمريكية، وجائزة جرامي عام 2003 المخصصة لأفضل ألبوم R&B معاصر. وتم ترشيحها كأفضل فنانة R&B جديدة، وتم ترشيح أغنيتها «أحمق» كأفضل أداء صوتي أنثوي بفئة الـ R&B.
واعتبرتها مؤسسة FHM المرأة الأكثر جاذبية في المجال الموسيقى لعام 2002.كما حصلت أيضا على جائزة Comet وجائزتي Soul Train الموسيقية في نفس العام.
أصبحت آشانتي مثارا للجدل عندما أعلن أنها ستتلقى جائزة آريثا فرانكلين Aretha Franklin -التي تعطيها Soul Train- كأفضل عاملة في مجال الترفيه هذا العام. حينها، قام ثار طالب بإحدى المدارس الثانوية وبدأ ينشر من خلال شبكة الإنترنت عريضة موجهة ضد آشانتي، وتحدث لجريدة «سياتل تايمس» The Seattle Times موضحا أن آشانتي لا تستحق الجائزة لحداثة عهدها. وقد وافقه ما يقارب 30,000 شخصا هذا الرأي، وقاموا جميعا بالتوقيع على العريضة.
كما قال العديدون أن فنانين لهم تاريخ مثل ماري بلايج وميسي إليوت أو فنانين اجمع عليهم النقاد مثل أليسا كيس وإنديا يستحقون أكثر من آشانتي الجائزة التي تحمل اسم أسطورة موسيقية:«آريثا فرانكلين». وعلى الرغم من العريضة، ظلت اللجنة في Soul Train وظل دون كورنيليوس Don Cornelius على نفس الرأي، وظلوا على إصرارهم أن تذهب الجائزة لآشانتي. وعلى الرغم من هذا الجدل، فقد قوبلت آشانتي بتصفيق حاد من جانب أقرانها عندما خطت داخل قاعة باسادينا سيفيك لتتسلم الجائزة، وقد قام المغني الأسطوري «باتي لابيل» بدعمها أثناء وقوفها على المسرح عندما قال: «إنها صغيرتنا، ويجب علينا أن ندعم صغارنا». وفي عام 2002, سجلت آشانتي عبر أغنيتها «أسقط من أجلك» Donwn 4 U مكانا في قائمة أفضل 10 أغنيات، كما اعتمد الألبوم الذي احتوى الأغنية كألبوم ذهبي في أواخر عام 2003.
وفي سبتمبر 2002, ظهرت آشانتي وأختها الصغرى كيناشيا في أول أسطوانة مدمجة تحمل اسم «ديزني مانيا» DisneyMania, والتي أصدرتها شركة والت ديزني للتسجيلات وتحتوي العديد من أغنيات ديزني المعاصرة. وفي هذا الألبوم غنت آشانتي وشقيقتها أغنية «ألوان الريح» من فيلم ديزني للرسوم المتحركة «بوكاهونتاس». ومع أوائل عام 2003, قامت آشانتي بالأداء والغناء في كل حفل رئيسي يقام بالولايات المتحدة: جوائز سول ترين Soul Train, جوائز جرامي، جوائز BET, جوائز MTV, والجوائز الموسيقية الأمريكية. وفي عام 2003, تعاونت آشانتي مع جا رول في أغنية أخرى لاقت نجاحا كبيرا حملت اسم «افتتان» Mesmerize, واحتوى الفيديو المصور للأغنية محاكاة لإحدى مشاهد فيلم «كريم شعر» Grease الشهير.

### ألبوم «الفصل الثاني» 2003
أصدرت آشانتي ألبومها الثاني بعنوان «الفصل الثاني» في يوليو 2003, حيث تصدر المرتبة الأولى في قائمة بيل-بورد لأفضل 200 أغنية، كما حقق مبيعات بلغت 326,000 نسخة داخل الولايات المتحدة في الأسبوع الأول من إصداره. وظل الألبوم رقم واحد على القائمة لمدة أسبوعين من طرحه.أعتمد الألبوم في الولايات المتحدة كألبوم بلاتيني، وباع أكثر من ثلاثة ملايين نسخة في جميع أنحاء العالم.
ونتيجة المشكلات التي أحاطت الشركة المنتجة، شركة ميردر، ونتيجة التحقيقات التي قام بها مكتب التحقيقات الفيدرالية FBI -في اتهامات متعلقة بغسيل أموال- ونتيجة المشكلات مع G-Unit, واجه الألبوم صعوبات، وتراجع نجاحه إلى حد ما.
الأغنية الأولى في الألبوم، ذات العنوان Rock wit U, حازت نجاحا جماهيريا كبيرا، واحتلت المركز الثاني في قائمة بيل-بورد لأفضل 100 أغنية.وتم ترشيح فيديو الأغنية لجائزتين من جوائز شبكة MTV لأفضل فيديو موسيقي عام 2003. الفيديو يصور آشانتي مرتدية ملابس السباحة وهي ترقص على الشاطئ تارة، وتركب فيل يسمى بابلز Bubbles تارة أخرى.
  وتم عمل إعادة توزيع للأغنية Remix بشكل يحتوي على زيادات مأخوذة من أغنية مايكل جاكسون الشهيرة Rock with You.  الأغنية الثانية جائت بعنوان «أمطري علي» Rain on Me, وصلت للمرتبة السابعة على قائمة أفضل 100 أغنية، ووصلت للمرتبة الثانية على قائمة أفضل 100 أغنية من نوع R&B.
  وتم ترشيح ألبوم «الفصل الثاني» لجائزة جرامي عام 2004 كأحسن ألبوم R&B معاصر، كما تم ترشيح أغنيتي Rock with U (Awww Baby) وأغنية Rain on Me كأحسن أغنية R&B وأحسن أداء صوتي لمغنية في تصنيف الـ R&B على التوالي.
 وبنهاية العام 2003, وبالتحديد في شهر نوفمبر، قامت آشانتي بالأداء والغناء في حفل توزيع جوائز الموسيقى الأمريكية American Music Awards وتم ترشيحها في فئتين من فئات جوائز المسابقة.
 '
الفيديو الخاص بأغنية «أمطري علي» Rain on Me - والذي يعتبر فيلما قصيرا-، والذي أخرجه هايب وليامز واشترك في بطولته لارينز تيت، قامت آشانتي بأداء دور فتاة تتورط في علاقة عاطفية حزينة، حيث يسئ شريكها معاملتها للغاية. وقد عمدت كلمات وألحان الأغنية بجانب اللوحات البصرية للمخرج وليام، إلى إظهار الرعب والشدة في دائرة العنفي المنزلي المنتشرة بالمجتمع.
ولكي تضمن آشانتي توزيعا جيدا لفيلمها القصير، قامت بعمل شراكة مع LidRock لتستفيد من خدماتها المتفردة.عبر هذه الطريقة، وعبر بث الفيديو بشكل مكثف على شبكات MTV وBET والعديد من برامج الموسيقى الأخرى، أثار الفيلم انتباه الملايين من المعجبين لأهمية المشكلة التي يتناولها.كما ساعد الفيلم أيضا على جمع الأموال من أجل هذه القضية، وأيضا تم تخصيص مبلغا صغيرًا على كل ألبوم (قرص مدمج) من أجل المساعدة في وقف العنف المنزلي.
كما تلقت آشانتي جائزة أفضل إنجاز لمدى الحياة، من أجل رسالتها التي تقف في وجه العنف المنزلي.
كان من المقرر أن تصحب آشانتي المغنية ماريا كاري في الجزء الأمريكي من جولتها العالمية، لكن لم يتحقق ذلك نتيجة لظروف خاصة بالترتيبات الزمنية، ولكنها شاركت في افتتاح جولة R.Kelly الخماسية في منتصف عام 2003 عوضا عن ذلك. وفي مايو 2003, ظهرت آشانتي في حفل VH1 Divas وشدت بأغنيتها Rock wit U (Awww baby).كما شاركت الفنان ستيفي وندر أداء ثنائيا في أغنيته «هل أفعل؟» Do I Do(أعطاها ستيفي لاحقا اللقب الميزان الصغير Little Libra), وشاركت أيضا الإخوة إيسلي أغنية «تلك السيدة» That Lady.

### ألبوم «كريسماس آشانتي»
في نوفمبر 2003, أصدرت آشانتي ألبومها الجديد بمناسبة عيد الكريسماس تحت اسم «كريسماس آشانتي» Ashanti's Christmas, حيث احتوى عددا من الأغنيات الجديدة المناسبة لمعايير موسم الكريسماس.لكن الألبوم قوبل بانتقادات قاسية من جهة النقاد. وفي أواخر عام 2003, قامت آشانتي بإصدار فيديو مصور من أجل الألبوم. ووفقا لتقارير ساوند-سكان Soundscan, فقد باع الألبوم حوالي 100,000 نسخة في الولايات المتحدة.

### الزهرة الخرسانية (2004-2005)
قبل إطلاق البوم «الزهرة الخرسانية»، قامت آشانتي بعمل حملة دعاية كبرى من أجل أغنيتها المفردة «أنت فقط» Only U, حيث تصدرت الأغنية جوائز فيبي Vibe الموسيقية عام 2004.
وفي عام 2004, دعيت آشانتي مجددا للأاء في حفل VH1's Divas لعام 2004.حيث ظهرت على المسرح مع كلا من باتي لابيل، جلاديس نايت، جيسيكا سيمبسون وغيرهن. وأدت آشانتي أغنية ديانا روس الفردية «سوف أخرج» I'm Coming Out, وقامت أيضا بأداء أغنية شاكا خان Ain't Nobody - أغنية من نوع Funk-. وفي وقت لاحق من العام نفسه، تعاونت آشانتي مع زميلها مغني الـ R&B لويد Lloyd, في أغنيته «الجانب الجنوبي» Southside. الأغنية هي الأغنية المفردة Single الأولي للويد، وقد لاقت نجاحا معقولا بعد صدورها.أغنية آشانتي «رائع» Wonderful التي غنتها مع جا رول وآر كيلي وصلت للمرتبة الخامسة في قوائم الولايات المتحدة لأفضل الأغنيات، ووصلت للمرتبة الأولى بالمملكة المتحددة. وأغنية «جيمي تشو» Jimmy Choo مع مغني الراب «شين» Shyneوصلت للمرتبة الخامسة والخمسين على قائمة بيل-بورد لأفضل أغنية R&B وهيب-هوب Hip-Hop.شاركت آشانتي مع العديد من الفنانين مثل ويكليف جين، ماري بلايج، إيف، براندي، فابولاس، جاداكيس، ميس إليوت والكثيرين غيرهم في حركة «فليستيقظ الجميع» Wake Up Everybody من أجل دعم لجنة العمل السياسي ذات التوجهات اليسارية.
وفي ديسمبر 2004 أطلقت آشانتي ألبومها الثالث -المسجل في استوديو-، تحت اسم «الزهرة الخرسانية». العنوان مقتبس عن أحد أعمال المطرب توباك شكور والذي حمل الاسم «الزهرة التي نمت من الخرسانة».تصدر الألبوم المرتبة السابعة داخل الولايات المتحدة في الأسبوع الأول من إصداره، وبلغت مبيعاته 245,000 نسخة، ولاحقا باع ما يقرب من مليون نسخة حتى الآن.أعتمد الألبوم داخل الولايات المتحدة كألبوم بلاتيني. واعتمدت أغنية الألبوم الأولى «فقط أنت» Only U كأغنية ذهبية، حيث وصلت للمرتبة 13 في قائمة بيل-بورد لأفضل 100 أغنية، ولاقت نجاحا جماهيريا كبيرا في المملكة المتحدة، حيث وصل ترتيبها لرقم 2 في قوائم الأغاني هناك. وقد امتدح النقاد أداء آشانتي الصوتي في أغنيتها الثانية ذات العنوان «لا تسمح لهم» Don't Let Them, لكنها لم تلاق نجاحا كبيرا على قوائم ترتيب الأغنيات بسبب رفض ديف جام Def Jam تمويل الفيديو الخاص بالأغنية، بسبب مشاكل إيرف جوتي المستمرة، وبسبب محاكمته في قضية غسل أموال.لكن آشانتي أنتجت لنفسها الفيديو بمالها الخاص، وقام جوتي نفسه بإخراج الفيديو.تم إطلاق الفيديو في الولايات المتحدة حيث لم يلاقي نجاحا على قوائم أفضل الأغاني، بينما وصل بالكاد لقائمة أفضل 40 أغنية بالمملكة المتحدة. وفي 2005, تشرف حفل جوائز الموسيقى اليابانية التي تقيمه شبكة MTV بحضور آشانتي، حيث أدت على المسرح أغنيتها الناجحة «فقط أنت» Only U. وقد حازت أيضا جائزة أفضل شكل Style أثناء العرض. وقد قامت بالأداء أيضا بجانب ماريا كاري والنجم الكوري رين Rain.
وبعد صدور ألبوم «الزهرة الخرسانية», أصدرت آشانتي إصدارا خاصا على أقراص DVD تحت اسم «آشانتي: صناعة نجمة», وقد توافر في الأسواق لفترة محدودة فقط.الألبوم الفاخر احتوى لقطات وصور ومقاطع فيديو حصرية، بجانب موسيقى من ألبوماتها «آشانتي», «الفصل الثاني» و«الزهرة الخرسانية». احتوى أيضا قطع فيديو من حفلاتها المختلفة، وحفلاتها الموسيقية أثناء فترة دراستها، ومقابلات حصرية وراء الكواليس مع أسرتها وأصدقائها ومعجبيها.كما تم الترويج للـDVD عبر عمل عبوة واحدة احتوت الـ DVD مع فيلم «المدرب كارتر» Coach Carter -التي قامت آشانتي بالمشاركة في بطولته-. وفي وقت لاحق من العام 2005, تم دعوة آشانتي لحضور حفل أوبراه وينفري للشخصيات الأسطورية، حيث يتم تكريم بعض من النساء الأمريكيات ذوات الأصول الأفريقية والتي أثرن في مجتمع القرن العشرين بمجالات مختلفة كالفن والترفيه والحقوق المدنية.

### تجميعات من آشانتي
في ديسمبر 2005, أدصرت آشانتي ألبوم يحتوي على إعادة توزيع Remix لأغنيات من ألبوم «الزهرة الخرسانية», صدر الألبوم تحت اسم «تجميعات من آشانتي» Collectables by Ashanti. يحتوي الألبوم على 6 توزيعات جدديدة لأغنيات قديمة بجانب أربع أغنيات جديدة تماما، ويحتوي على الأغنية المنفردة «مازلت أعمل عليها» Still on It, والتي يشارك فيها مغنيا الراب بول وول وميثود مان. وكان الألبوم فرصة لآشانتي لإتمام عقدها مع ديف جام Def Jam (وأعطاها الخيار للعمل مع أي شركة أخرى), لكنه لم يحقق ترتيبات جيدة على قوائم أفضل الألبومات والأغنيات.

### ألبوم «الإعلان» 2008
تم إصدار ألبوم آشانتي الرابع، تحت اسم «الإعلان» يوم 3 يونيو 2008.غامرت آشانتي وتعاونت مع منتجين وفريق عمل من خارج الشركة لأول مرة.
وقد قالت أن الألبوم يمثل الحرية التي شعرت بها في هذا الوقت من حياتها المهنية.
قالت أيضا «أنا الآن أتحكم في توجيه سفينتي الخاصة، وقد أخذت زمام المبادرة في كل شيء». وأضافت :«يمكنك بالتأكيد ملاحظة النمو، فأنا الآن أعمل مع منتجين لم أعمل معهم من قبل قط». وقد علق ايرف جوتي في حينها قائلا: «ان آشانتي تعيش لحظة التحكم خاصتها، مثلما فعلت جانيت جاكسون من قبل». وأضاف: «كل فنان لديه لحظة يشعر خلالها أن عليه التحكم في موسيقاه الخاصة، وهذه هي لحظة آشانتي».
احتل الألبوم المرتبة السادسة في قائمة بيل-بورد لأفضل 200 ألبوم، وحقق مبيعات تبلغ 89,000 ألبوم في الأسبوع الأول من إصداره، مما جعله الأقل في مبيعات الأسبوع الأول بين ألبوماتها السابقة. وقد تم إصدار أغنيتين مفردتين عام 2007 قبل إصدار الألبوم، الأغنية الأولى تحت اسم «تبديل» Switch مع نيللي Nelly ومن إنتاج شاي كارتر Shy Carter, الأغنية الثانية تحت اسم «هاي حبيبي» Hey Baby, مع ماريو وينانس، لكنهما لم ينافسا من خلال قائمة بيل-بورد لأفضل 100 أغنية.لكن أغنية «هاي حبيبي» وصلت للمرتبة 87 في قائمة أفضل أغاني R&B وهيب-هوب. أما الأغنية الثالثة في الألبوم والتي تحمل الاسم «الطريقة التي أحبك بها» The Way That I Love You والتي أنتجها L. H. Hutton -والتي اعتبرت رسميا أغنية الألبوم الأولى- فقد وصلت للمرتبة الثانية على قائمة أفضل أغاني الـ R&B والهيب-هوب، واحتلت المرتبة السابعة والثلاثين على قائمة بيل-بورد لأفضل الأغنيات.
الأغنية التي اعتبرت رسميا ثاني أغنية في الألبوم، حملت الاسم «حسنا حسنا» Good Good, وانتجها جيرمين دوبري.
أيضا فقد احتوى ألبوم «الإعلان» أغنية لمطرب الراب «نيللي» تحت اسم Body on Me, وهي الأغنية رقم ثلاثة في ألبومه الصادر عام 2008 تحت اسم «المفاصل النحاسية» Brass Knuckles.
كما احتفت شبكة BET في 17 يوليو 2008 بفيديو أغنية «حسنا جسنا» Good Good, وقامت بعرضه على رأس كل ساعة.
ومن أجل موقعها المثير للجدل الذي حمل اسم TheWayThaILoveYou.com -والمغلق حاليا-، فقد تعرضت آشانتي لنيران كثيفة من أجل برامج المقالب Gotchagrams التي تم عرضها على الموقع.فعند دخول الزوار للموقع، يتم استقبالهم بمجموعة مزيفة من الأخبار، واردة من شبكة تسمى UCN "الشبكة العالمية للجريمة", وتقول الأخبار أشياء مثل "الشرطة تحقق في موجات جديدة من العنف بنيو جيرسي.
وقد ألمح مفوض الشرطة أنه ربما تكون هناك علاقة بين الهجمات الأخيرة والفيديو الموسيقى الخاص بأغنية آشانتي «الطريقة التي أحبك بها» والذي قامت بإنتاجه يونيفرسال/موتاون"وبعد أقل من 30 ثانية من تحميل الموقع، تظهر على الشاشة سكينة كبيرة، تقطر دما، وتحفر شكل أشبه بصندوق أعلى الصفحة، تنسدل منه قائمة تتيح للزوار إرسال كروت إلكترونية ومقاطع فيديو مأخوذة من "برنامج المقالب" لأصدقائهم أو "أعدائهم" -على حد تعبير الموقع-. وبعد أن تقوم بإدخال اسمك واسم صديقك وطبيعة "جريمته", تنسدل قائمة تحت عنوان "جريمة ضحيتك" تعرض عليك خيارات لجريمة صديقك مثل "ينام دائمًا", "مشتبه بنومه الدائم", "دائمًا ما يستغفلك" و"قام بتحطيم قلبك"وفي القائمة التالية يمكنك اختيار أحد أسلحة الجريمة مثل "حذاء عالي الرقبة", "سكين", "عبوة مشروب", "مطرقة", "دبوس ملولب" أو مقصلة. ونتيجة الاحتجاجات القادمة ضد الموقع، ونتيجة شعورهم بالتهديد الذي يمثله الموقع للحملة الدعائية الخاصة بالألبوم الجديد، فقد قررت آشانتي وشركة يونيفرسال بإيقاف الموقع فورا.

### آشانتي تغادر «ذي إنك»
أعلن إيرف جوتي في مايو 2009 أن آشانتي قد غادرت رسميا شركة إنك للتسجيلات، معلقا "لقد استنفذت العلاقة مجراها.
التفاعل بيينا لم يعد موجودا، إننا الآن في مكانين مختلفين تماما.
الجميع يتحدث عن ذلك الشخص الذي أخذها ورعاها وهيئها وقدمها للعالم، لكنها للأسف أفسدت ذلك كله. إننا نحمل الرقم القياسي لأفضل ألبوم أول لمغنية R&B من حيث المبيعات، 503 ألف نسخة.
لقد حققنا ذلك!
لكن، الآن، لم تعد أرائي وفلسفاتي تتماشى مع آرائها وفلسفاتها."وقد اعترف جوتي أيضا أنه وآشانتي لم يتحدثا سويا منذ فترة طويلة.
ولم يستجب أيا من ممثلي آشانتي لتعليقات جوتي.

### 2009- وحتى الآن: المشاريع القادمة لآشانتي
وفي الثاني من يوليو، ظهرت آشانتي ببرنامج صباح الخير نيو يورك "Good Day NY", وصرحت أنها ستبدأ التواجد بالأستوديو من يوم 6 يوليو 2009 لتبدأ تسجيل ألبومها الجديد. ولم تظهر أي معلومات أخرى بعد عن ألبومها القادم.

## آشانتي والتمثيل
ظهرت آشانتي أول مرة على الشاشة الكبيرة وهي طفلة صغيرة ككومبارس في أفلام سبايك لي Spike Lee «مالكوم إكس» و«من الرجل؟» Who's Da Man. وأيضا بدأت التمثيل كراقصة في فيلم ديزني التلفزيوني «بولي».
وبعد نجاح مسيرتها الغنائية، ظهرت آشانتي بشكل بارز في فيلم «كبرياء وتحيز» Bride and Prejudice, حيث غنت أغنية «شفتي تنتظران» وأغنية «المس جسدي». وجاء ظهور آشانتي في هذا الفيلم اتباعا لتقليد في بوليوود، حيث يقوم أحد المشاهير بالظهور داخل أحد كادرات الفيلم المهمة ويقوم بالغناء بشكل لا يتعلق إطلاقا بقصة ومسار الفيلم.أما باقي شخصيات الفيلم فلا يقومون بالتفاعل إطلاقا مع الشخص المشهور الذي يغني، وانما يمكنك فقد أن تشاهدهم مع جمهور الممثلين يستمتعون بالعرض الغنائي.
وفي يناير من عام 2005, بدأت آشانتي أول دور سينمائي حقيق لها أمام صأمويل جاكسون في فيلم «المدرب كارتر» Coach Carter, والذي تصدر شباك التذاكر في إجازة آخر الأسبوع الذي عرض به.
لعبت آشانتي دور فتاة مراهقة تدعى «كيرا», والتي تحاول أن تقرر إما أن تجهض جنينها الذي تحمله أو لا تفعل. ومع افتتاح الفيلم، تصدر المرتبة الأولى بشباك التذاكر بالولايات المتحدة U.S. Box office, وجمع ما يبلغ 67 مليون دولار في الولايات المتحدة وحدها. وفي عام 2005 تغلبت آشانتي على «هيلاري داف» و«جيسيكا سيمبسون» وانتزعت منهما دور البطولة في فيلم «ساحر أوز- الدمى المتحركة» The Muppet's Wizard of Oz, حيث قامت بدور «دوروثي جيل», وقد لاقى الفيلم نجاحا كبيرا، فقد شاهده ما يقرب من 8 ملايين شخص بالولايات المتحدة.
وفي عام 2006, قامت آشانتي ببطولة فيلم المراهقين الكوميدي «جون تاكر يجب أن يموت» John Tucker Must Die, والذي تصدر المرتبة الثالثة على شباك التذاكر الأمريكي في الأسبوع الأول من عرضه (متغلبا على أفلام كبيرة مثل «قراصنة الكاريبي» و«نائب ميامي», وحقق أكثر من 68.8 مليون دولار في جميع أنحاء العالم. وقد لعبت آشانتي دور الفتاة «هيذر», رئيسة المشجعات في إحدى المدراس الثانوية، والتي تشارك في مخطط انتقامي ضد «جون تاكر», صديقها غير المخلص، وأوسم طالب في المدرسة. ويمكنك أيضا مشاهدة آشانتي في الحلقة الرابعة عشرة من مسلسم «بافي قاتلة مصاصي الدماء» والتي حملت العنوان «الموعد الأول», ويمكنك مشاهدتها أيضا في مسلسل «سابرينا الساحرة المراهقة», في الحلقة الثالثة من موسم المسلسل السابع، تحت اسم «أدعني بالمجنونة».
وفي عام 2007, ظهرت آشانتي في فيلم الرعب والخيال العلمي «الشر المقيم: الانقراض», وقامت بدور ممرضة تدعى «بيتي». وقد تصدر الفيلم شباك التذاكر في الأسبوع الأول من عرضها محققا أكثر من 53.6 مليون دولار في الأسبوع الأول من عرضه فقط داخل الولايات المتحدة.
وحتى الآن، فقد بلغت إيرادات الفيلم كثر من 83.6 مليون دولار داخل الولايات المتحدة، وأكثر من 197.7 مليون دولار في جميع أنحاء العالم. وبهذا يكون فيلم «الشر المقيم: الانقراض» ثاني فيلم لآشانتي يتصدر المرتبة الأولى على شباك التذاكر الأمريكي بعد فيلمها «المدرب كارتر».
تم عمل لعبة فيديو للفيلم، لاحظ نطاق واسع من معجبي اللعبة التشابه الكبير في لاشكل بين شخصية اللعبة الرئيسية «شيفا» وبين آشانتي التي ظهرت في الجزء الثالث من الفيلم. وقد أنكرت شركة «كابكوم» Capcom التي طورت اللعبة، أن يكون هناك أي استخدام غير قانوني أو غير متفق عليه لصورة آشانتي. وهذه القضية تذكر بقضية أخرى مشابهة حدثت للموسيقية «دي لايت» Deee Lite-تعرف أيضا باسم السيدة كير-، حيث رفعت دعوى قضائية عام 2003 ضد شركة «سيجا» Sega التي استخدمت صورتها في أحد ألعاب الفيديو خاصتها.
وفي أكتوبر 2008, شاركت آشانتي في العرض الذي أؤدي على أحد مسارح برودواي لمدة ليلة واحدة فقط، العرض حمل اسم «الطريق الأصفر الحجري، لم يؤخذ» The Yellow Brick Road Not Taken. وقد كانت المغنية الرئيسية حيث أنهت العرض بأغنية «تحدي الجاذبية».

## الساحر
وجاءت آشانتي في مقدمة فريق عمل «الساحر» The Wiz, والذي تم عرضه في مركز مدينة نيويورك. وقد تم عرضه صيفا في الفترة بين 12 يونيو وحتى 5 يوليو. وقد امتدح النقاد والمشاهدون آشانتي أثناء أداء شخصية «دوروثي», وقد أعجبهم قدراتها الصوتية والغنائية أكثر من مهاراتها التمثيلية.بعض الشبكات التلفزيونية مثل BET و«الترفيه الأسبوعي» Entertainment Weekly أشادت للغاية بأداء المغنية آشانتي، لكن صحف مثل الـ «نيويورك بوست» والـ «نيويورك تايمس» قابلت آشانتي بتعليقات صحفية فاترة. وعلى الرغم من أن تذاكر الليلة الأولى للعرض بيعت جميعها، لكن باقي ليالي العرض لم يصادفها نفس النجاح.

## أنشطة آشانتي الأخرى
تسلمت آشانتي مفتاح مدينة جلين جلوف بولاية نيويورك (مسقط رأسها) يوم 2 مايوم 2002, وقد تم تسمية هذا اليوم بـ «يوم آشانتي». وأيضا تسلمت مفتاح آتلانتيك سيتي بولاية نيو جيرسي (حيث توجت كأميرة الهيب-هوب والـ R&B).
وقد قامت آشانتي بعمل كتاب يحتوى أسلوب حياتها، أسمته «أسلوب آشانتي» Ashanti Style, وقد تم إصداره في أواخر عام 2007.الكتاب الذي وصف بأنه «دليلك لأسلوب وحياة آشانتي», يوفر لمعجبي الفنانة نظرة من وراء الكواليس حول أسلوب حياتها سواء المهنية أو الشخصية. وسوف يتم نشر كتاب «أسلوب آشانتي» عبر شركة Jump at the Sun وهي إحدى شركات كتب ديزني هايبريون للأطفال. وقامت آشانتي بكشف الستار عن أحد مشروعاتها الجديدة عام 2007, حيث أطلقت مجموعة من حقائب اليد وكتب الجيب تحمل اسمها. وفي عام 2008, تم تعيين آشانتي كسفيرة للسياحة عن مقاطعة ناسو بولاية لونج آيلاند.

### آشانتي والعمل الخيري
وفي عام 2003, قامت آشانتي بإنشاء شراكة مع ليد-روك LidRock وصندوق سان فرانسيسكو لمنع العنف الأسري FVPF, من أجل رفع مستوى الوعي بمسألة العنفي المنزلي، ذلك أثناء شهر الوعي الوطني بالعنفي المنزلي. كذلك فقد نصت الشراكة على توزيع فيلم «أمطري علي» Rain On Me القصير عبر شركة ليد-روك. وكذلك فقد اقتطعت آشانتي من عوائد ألبوماتها 5 ملايين دولار من أجل المساعدة في وقف العنف المنزلي. وكذلك فقد قامت آشانتي بتسجيل إعلان عام -لنفس الموضوع- ظهر على أكثر من 4000 شاشة سينمائية وشاهده الملايين من الأشخاص. وقد ردت آشانتي الجميل لمجتمعها عبر أنشطة أخرى أيضا مثل جمع التبرعات لأبحاث الخلايا المنجلية، وعبر نشاطها في منظمة «تمنى أمنية» Make-A-Wish حيث قالت بصددها: «سوف أذهب وأفعل أي شيء من أجلهم». وكذلك فقد ساعدت آشانتي عام 2005 بتسجيل إعلان عام وجمع أموال لصالح المتضررين بجنوب آسيا من كارثة إعصار تسونامي. وفي وقت لاحق بنفس العام، ساهمت في جمع المال لمتضرري وضحايا إعصار كاترينا وللأشخاص الذين تم اجلاؤهم عن منازلهم بسبب الكارثة. وفي عام 2008, قامت آشانتي مع العديد من المشاهير الآخرين بتسجيل إعلان عام يحث على وقف العنف والتمييز العنصري تجاه مجتمع المثليين، في رد على وفاة لورانس كينج، الطالب في السنة الثامنة بثانوية جرين جونيور، والذي قتل بسبب ميوله وتعبيراته الجنسية. وفي نفس السنة، قامت بالاشتراك مع سلسلة وول-مارت Wal-Mart بإطلاق حملة على الويب تحت اسم «أعلن نفسي..» I Declare Me...هدف الحملة الأساسي هو التركيز على أن يعرف الأشخاص هويتهم الذاتية، والتركيز على تمكين المرأة في جميع أنحاء الولايات المتحدة الأمريكية، وقد اتخذت الحملة من موقع آشانتي الرسمي قاعدة انطلاق. وتوفر الحملة مكانا آمنا وشاملا على شبكة الإنترنت، تستطيع فيه النساء مشاركة شهاداتهن، بحيث يقرأها الجميع.
المشاركون قادرون أيضا على كتابة وإعلان إنجازاتهم الخاصة، أفكارهم، انتصاراتهم، وصرعاتهم في جميع مجالات الحياة التي يختاروها: الوظيفة، الحياة، الموت، العلاقات والمواقف الشخصية.كذلك تدعو حملة «أعلن نفسي..» النساء لمناقشات عبر الإنترنت مع آشانتي بشأن قضايا هامة مثل التسجيل في الانتخابات، والسمنة في سن المراهقة، وكثير من الشواغل التي تعصف في ذهن المرأة اليوم.
وفي سبمتمبر من عام 2008 قامت آشانتي بالاشتراك في أداء أغنية بعنوان «فقط انهض!» Just Stand Up! مع الفنانين: ماريا كاري، بيونسيه نولز، ماري بلايج، ريهانا، فيرجي، شيريل كرو، مايلي سايروس، مليسا إيثيريدج، ناتاشا بيدينجفيلد، كيشيا كول، كيارا، ليونا لويس، ليان ريمس وكاري آندروورلد. وقد قام بتأليف الأغنية الخيرية لصالح مرضى السرطان الفنان «آنطونيو ريد», الذي أنتج الأغنية أيضا بجانب زميله المبدع «كيني إدموندس». وقد وقف المغنين الـ 15 جميعهم (بجانب نيكول شيرزينجر) على خشبة المسرح ليؤدوا الأغنية على الهواء مباشرة يوم 5 سبتمبر 2008 أثناء برنامج تلفزيوني خاص حمل الاسم «انهض في وجه السرطان», وقد تم بث البرنامج في وقت واحد على شبكات ABC, NBC, CBS الكبرى وساعد في جمع 100 مليون دولار لصالح أبحاث السرطان. ومن خلال مساعى حملة «انهض في وجه السرطان», استطاعت لجنة الحملة العلمية، التي يتم الإشراف عليها عبر الاتحاد الأمريكي لأبحاث السرطان http://www.aacr.org, استطاعت عام 2009 أن تدعم أحد الأبحاث الجديدة المعقود عليها الأمل لعلاج السرطان بـ 73.6 مليون دولار.

### نزاع قانوني
في يوليو من عام 2005, ادعى منتج التسجيلات جينارد باركر Genard Parker أن آشانتي تدين له بمبلغ مالي من أجل مجموعة تسجيلات لم تكتمل قط ولم يتم توزيعها. وقد استمعت محكمة نيويورك لإدعاء باركر وأمرت آشانتي بأن تدفع له 636 ألف دولار. ولكن لأنه -وكما أعلنت المحكمة- لم يتم اثبات وجود أي تسجيلات تم إنتاجها من خلاله لآشانتي.فقد طالب باركر بأكثر من 2.3 مليون دولار، في حين صرح محامو آشانتي بأن باركر لم ينتج أي تسجيلات ولم يتم توزيع أي تسجيلات من خلاله في أي وقت مضى. بوفي أواخر عام 2005 رفض القاضي أن تدفع آشانتي أي أموال، لعدم كفاية الأدلة التي تثبت أي أضرار حدثت لباركر.أحيلت القضية إلى المحكمة في 17 سبتمبر، لكنها أسقطت، عندما أسقط كلا من الطرفين الدعاوي المعلقة ضد بعضهما البعض.

## قائمة أعمال آشانتي
- آشانتي (2002)
- الفصل الثاني (2003)
- الزهرة الخرسانية (2004)
- الإعلان (2008)

## قائمة أفلام آشانتي

### في السينما
- الكبرياء والتحيز (2004)
- ساحر أوز: الدمى المتحركة (2005)
- المدرب كارتر (2005)
- جون تاكر يجب أن يموت (2006)
- الشر المقيم: الانقراض (2007)

### في التلفزيون
- أحلام أمريكية (2002)
- سابرينا، الساحرة المراهقة (2002)
- ريستليمانيا الجزء التاسع عشر: تؤديها أمريكا الجميلة (2003)
- الأسرة الفخورة (أداء صوتي) (2003)
- بافي قاتلة مصاصي الدماء (2003)
- مفاجأة بيبسي (إعلان) (2003)
- بانكد (2004) Punk'd
- أوكسوجين: حفلة تنكرية (2004)
- لاس فيجاس (مسلسل تلفزيوني) (2005)
- كل ذلك (2005)
- حفلة أوبراه وينفري للشخصيات الأسطورية (2006)
- افتتاح السلسلة العالمية لمباريات البيس بول 2007 (أغنية بارك الله في أمريكا) (2007)
- برنامج كلاسيكي لعيد الشكر على شبكة CBS (النشيد الوطني) (2007)
- برنامج شبكة BET الخاص للترشيحات «أريد أن أشكر والدتي» (مضيفة) (2008)
- إجابات رجالية MANswers (مسرحية هزلية) (2009)

### المسرح
- الساحر (2009)

## وصلات خارجية
- آشانتي على موقع IMDb (الإنجليزية)
- آشانتي على موقع ألو سيني (الفرنسية)
- آشانتي على موقع ميوزك برينز (الإنجليزية)
- آشانتي على موقع أول موفي (الإنجليزية)
- آشانتي على موقع قاعدة بيانات برودواي على الإنترنت (الإنجليزية)
- آشانتي على موقع قاعدة بيانات الأفلام السويدية (السويدية)
- آشانتي على موقع إن إن دي بي (الإنجليزية)
- آشانتي على موقع أول ميوزيك (الإنجليزية)
- آشانتي على موقع ديسكوغز (الإنجليزية)
- آشانتي على موقع قاعدة بيانات الفيلم (الإنجليزية)